# Tribunale supremo federale
Il Tribunale Supremo Federale (in portoghese: Supremo Tribunal Federal) è la corte suprema del Brasile e detentore del potere giudiziario dello Stato.
Il suo compito principale è quello di fungere da corte d'appello e da corte costituzionale, e le sue sentenze non ammettono appello.
Esso ha anche la possibilità di cassare le leggi approvate dal Congresso nazionale.
I membri, nominati dal presidente del Brasile, sono in totale 11 e rimangono in carica fino al raggiungimento del 75º anno d'età.

## Storia
La prima corte suprema del paese nasce nel 1809 con il nome di Camera d'Appello del Brasile (Casa de Suplicação do Brasil), in pieno periodo coloniale, e nello stesso anno dell'arrivo a Rio de Janeiro del casato reale di Braganza.
Con la proclamazione dell'indipendenza e l'adozione della costituzione del 1824 venne stabilita, nel 1829, la Corte Suprema di Giustizia (Supremo Tribunal de Justiça).
Il numero di giudici, inizialmente stabilito a 15, è stato ridotto a 11 da Getúlio Vargas, poi innalzato a 16 nel 1965 e nuovamente ridotto a 11 nel 1969.

## Presidente

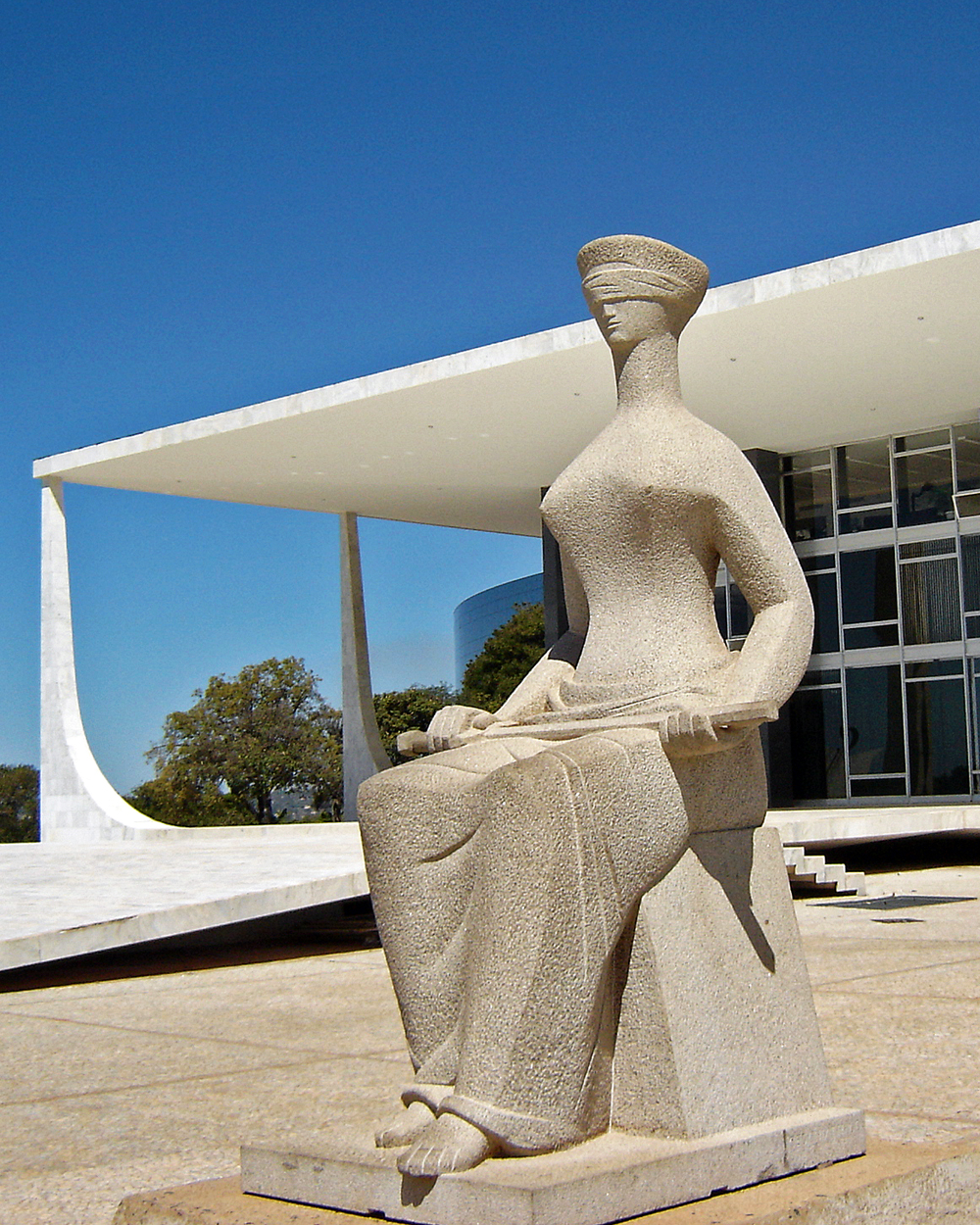
La Giustizia, di Alfredo Ceschiatti, situata davanti al palazzo dell'STF

Il presidente e il vicepresidente del Tribunale vengono eletti dagli altri giudici tramite voto segreto e normalmente, per evitare un'intrusione politica nella corte, viene eletto come presidente il più anziano che non ha ancora ricoperto la carica e come vicepresidente il suo possibile successore.
Il presidente della corte è il 4º nella linea di successione presidenziale, preceduto dal vicepresidente e dai presidenti del Senato e della Camera dei deputati.